# Строкин, Николай Иванович
Николай Иванович Строкин (1906—1972) — советский государственный деятель. Лауреат двух Сталинских премий второй степени.

## Биография
Родился 31 октября (13 ноября) 1906 года.
- 1924—1929 — студент МАМИ имени М. В. Ломоносова.
- 1929 — техник ЗиС.
- 1929—1932 — на ГАЗе: инженер отдела Автостроя, инженер по монтажу и наладке сборки шасси, и. о. руководителя допроектировки механических цехов завода, инженер-технолог цеха моторов.
- 1932—1933 — в командировке на заводе «Форд» в США.
- 1933—1941 — на ГАЗе: заведующий инструментальным хозяйством механического цеха, начальник технического сектора цеха моторов, заместитель начальника моторного корпуса завода, начальник технического отдела особого конструкторского бюро завода.
- февраль 1941—сентябрь 1945 — главный технолог завода № 466 НКАП СССР, Горький.
- 1945—1947 — главный технолог завода № 500 МАП СССР.
- 1947 — главный технолог Третьего Главного управления МАП СССР.
- 1947—1948 — и. о. главного инженера Глававтотракторстроя.
- 1948—1949 — начальник производственного отдела Главного управления капитального строительства министерства автомобильной и тракторной промышленности СССР.
- 1949—1954 — на ГАЗе: главный технолог — первый заместитель главного инженера, главный инженер — заместитель директора завода.
- апрель 1954—июль 1955 — директор ГАЗа.
- 1955—1957 — министр автомобильной промышленности СССР.
- 1957—1962 — заместитель председателя Госплана СССР по вопросам машиностроения, специализации и кооперирования промышленности — министр СССР.
- 1963—1965 — председатель Государственного комитета автотракторного и сельскохозяйственного машиностроения СССР — министр СССР.
- С ноября 1965 года заместитель министра автомобильной промышленности СССР.

Член ВКП(б) с 1950 года. Кандидат в члены ЦК КПСС (1956—1966). Депутат ВС РСФСР 4 созыва (1955—1959).
Умер 1 апреля 1972 года. Похоронен в Москве на Новодевичьем кладбище (участок № 7).

## Награды и премия
- три ордена Ленина, в том числе:

- 20.11.1956 — в связи с 50-летием со дня рождения и отмечая заслуги перед Советским государством в деле развития автомобильной промышленности

- два ордена Трудового Красного Знамени
- орден «Знак Почёта»
- Сталинская премия второй степени (1950) — за создание конструкции и технологии, организацию производства и освоение массового выпуска легкового автомобиля «Победа»
- Сталинская премия второй степени (1951) — за разработку конструкции и освоение производства легкового автомобиля «ЗИМ».